# 와타제역
와타제역(일본어: 渡瀬駅)은 일본 후쿠오카현 미야마시에 있는 규슈 여객철도 가고시마 본선의 역이다.

## 역 구조 및 승강장
단선 승강장 2면 2선을 가지는 지상역. 이전은 이미 1선을 가지고 있었지만, 가운데 노선이 철거되었다. 서로의 승강장은 과선교로 연락하고 있다. 역사는 서쪽에 있다.
규슈 교통기획이 역 업무를 행하는 업무 위탁역으로, 마르스가 없지만 POS 단말이 설치되어 있다. 근거리 표의 승차권 자동발매기가 설치되어 있다. SUGOCA의 이용이 가능하지만, 카드 발매는 행하지 않으나, 현금만 취급을 행한다.
| 1 | ■ 가고시마 본선 | (상행) | 구루메 · 도스 · 하카타 방면       |
| 2 | ■ 가고시마 본선 | (하행) | 오무타 · 구마모토 · 야쓰시로 방면 |

## 역 주변
미야마 시 다카다마치의 중심부에 입지하고 있다. 역 앞의 현도를 150m정도 직진하면 국도 제208호선과의 교차로(JR 와타제 역 앞 교차로)에 가까스로 도착한다. JR 와타제 역 앞 교차로를 오른쪽으로 돌자 국도상을 200m정도 북진했던 곳에 있는 노세 교차로로 국도 제208호선으로부터 국도 제209호선이 분기하고 있다. 국도 제208호선의 일부와 국도 제209호선은 다카다마치 내에 가고시마 본선과 병행하고 있다.
- 미야마 시청 다카다 지소
- 다카다 노세야마 공원
- 서일본 철도 히라키역

## 역사
- 1891년 6월 7일 : 규슈 철도(초대)가 개설(야베카와 역 (현 · 세타카역) - 오무타역 간이 증설).
- 1907년 7월 1일 : 규슈 철도(초대)가 국유화되어 제국 철도청이 소관.
- 1978년 4월 15일 : 화물 업무 취급 폐지.
- 1987년 4월 1일 : 일본국유철도 분할 민영화에 의해 규슈 여객철도가 승계.
- 2006년 : 역사 개축.
- 2009년 3월 1일 : IC카드 SUGOCA의 이용을 개시.

## 인접 역
| 가고시마 본선            | 가고시마 본선                                       | 가고시마 본선        |
| ------------------------ | --------------------------------------------------- | -------------------- |
| 미나미세타카 모지코 방면 | ■ 쾌속 · ■ 쾌속 '구마모토 라이너' ■ 준쾌속 · ■ 보통 | 요시노 가고시마 방면 |